# Psiloderces kalimantan
Psiloderces kalimantan is een spinnensoort uit de familie Psilodercidae. De soort komt voor in Borneo.